# Ямбухтино (Спасский район)
Ямбухтино (тат. Ямбакты) — село в Спасском районе Республики Татарстан. Административный центр Ямбухтинского сельского поселения.

## География
Село находится в Западном Закамье, в лесостепной зоне. Расположено в верховьях реки Сушка, в 43 км к востоку от районного центра города Болгара. Абсолютная высота — 94 метра над уровнем моря.

### Климат
Климат характеризуются как умеренно континентальный, с умеренно холодной продолжительной зимой и недостаточно влажным относительно тёплым летом. Среднегодовая температура воздуха составляет 3,9 °С. Средняя температура воздуха самого холодного месяца (января) — −11,1 °C; самого тёплого месяца (июля) — 19,3 °C. Среднегодовое количество атмосферных осадков составляет 483 мм, из которых около 346 мм выпадает в период с апреля по октябрь.

### Часовой пояс
Село Ямбухтино, как и весь Татарстан, находится в часовой зоне МСК (московское время). Смещение применяемого времени относительно UTC составляет +3:00.

## История
Окрестности села были обитаемы в период Волжской Булгарии (археологические памятники Ямбухтинское селище и кладбище), позже пришли в запустение. В исторических документах село упоминается с 1690-х годов. 
В 1626 году село было пожаловано в поместное владение служилому татарину мурзе Ямбулату Бекшееву из села Каратай Свияжского уезда. В конце XVII века часть жителей села - служилые татары. До 1832 года называлось Ямбулат, позже стало носить современное название.
В XVIII — первой половине XIX века жители относились к сословию государственных крестьян. Кроме традиционных земледелия (в начале XX века земельный надел сельской общины составлял 5174,7 десятины) и скотоводства, также были распространены кузнечный, портняжный, красильный и бондарный промыслы, плетение веревок из конопляного волокна.
О первой мечеть в селе известно с 1650 года. В 1862 году был создан второй мусульманский приход, в 1877 году — третий. В каждом приходе была своя мечеть (после революции 1917 года они были закрыты и переоборудованы под клуб и школу).
В 1810 году в селе было открыто медресе, в котором в 1916—1917 годах учился будущий детский писатель А. Алиш.
В «Списке населенных мест по сведениям 1859 года», изданном в 1866 году, населённый пункт упомянут как казённая деревня Ямбухтино 2-го стана Спасского уезда Казанской губернии. Располагалась при реке Кударе и озере Долгом, на коммерческом Самарском тракте, в 20 верстах от уездного города Спасска и в 20 верстах от становой квартиры в казённой деревне Базарные Матаки. В деревне в 254 дворах жили 1696 человек (854 мужчины и 842 женщины). Была мечеть.
По сведениям переписи 1897 года, в деревне Ямбухтино Спасского уезда Казанской губернии жили 1991 человек (992 мужчины и 999 женщин), все мусульмане.
В начале XX века в селе действовали 3 мечети (построены в 1862, 1884, 1904 годах), 3 медресе, 8 мельниц, 1 крупообдирка, 2 кузницы, 10 мелочных лавок.
В 1930-е годы в селе были организованы колхозы, работавшие до 1990-х годов, с 1997 года - сельскохозяйственный производственный кооператив «Ямбухтинский», с 2002 по 2008 годы - общество с ограниченной ответственностью «Иген».

### Административная принадлежность
До 1920 года село входило в Николо-Пичкасскую волость Спасского уезда Казанской губернии. С 1920 года в составе Спасского кантона ТАССР. С 10 августа 1930 года в Спасском районе.

## Население
| 1782 | 1859 | 1897 | 1908 | 1920 | 1926 | 1931 | 1938 | 1949 | 1957 | 1958 | 1970 | 1979 | 1989 | 2002 | 2010 | 2021 |
| ---- | ---- | ---- | ---- | ---- | ---- | ---- | ---- | ---- | ---- | ---- | ---- | ---- | ---- | ---- | ---- | ---- |
| 242  | 1696 | 2389 | 2617 | 2462 | 1333 | 1475 | 1243 | 956  | 970  | 948  | 1020 | 838  | 636  | 565  | 525  | 420  |

### Национальный состав
Согласно результатам переписи 2002 года, в национальной структуре населения татары составляли 97 % из 565 чел.

## Экономика
Жители занимаются преимущественно растениеводством и молочным животноводством.

## Инфраструктура
В селе действуют неполная средняя школа (с 1929 г. как начальная), дом культуры (с 1980 г.), библиотека (с 1929 г. как изба-читальня), детский сад «Радуга» (с 2008 г.), ФАП, ОПС Ямбухтино ФГУП "Почта России", отделение "Банка Татарстан", 2 магазина. Имеется подъезд к автодороге регионального значения 16К-0264. В селе 16 улиц.

## Религия
С 1989 года в селе действует мечеть.